# Тераса акумулятивна
ТЕРАСА АКУМУЛЯТИВНА (рос. терраса аккумулятивная, англ. aggradational terrace, нім. Schotterterrasse f, Aufschüttungsterrasse f) – складена відкладами одного циклу акумуляції на глибину, більшу, ніж наступний вріз. При наявності алювіальних порід декількох циклів акумуляції, у відкладах яких врізаний нижній уступ тераси, вона буде змішаною (цокольною). 
Т.а. може бути річковою (складена алювієм, тобто алювіальна), морською або озерною (складена морськими або озерними відкладами), камовою (складена озерно-льодовиковими відкладами).